# TEFI
De TEFI (Russisch: ТЭФИ) is een jaarlijkse prijs die in de Russische televisie-industrie wordt uitgereikt door de Russische televisieacademie. De prijs wordt sinds 1994 uitgereikt. 
De TEFI kent verschillende onderdelen (met in 2008 in sommige onderdelen 50 nominaties), zoals televisieshows, opmerkelijke mensen in de televisie-industrie en journalisten. De winnaars krijgen een beeldje van Orpheus gemaakt door Ernst Neizvestny. De prijs kan gezien worden als de Russische Emmy Award.